# Hydriomena coerulata
Hydriomena coerulata är en fjärilsart som beskrevs av Fabricius 1777. Hydriomena coerulata ingår i släktet Hydriomena och familjen mätare. Inga underarter finns listade i Catalogue of Life.